# Мужская сборная Испании по кабадди
Мужская национальная сборная Испании по кабадди — представляет Испанию на международных соревнованиях по кабадди. Управляющей организацией является Федерация кабадди Испании (англ. Kabaddi Federation of Spain).

## Результаты выступлений

### Чемпионаты мира (круговой стиль)
| Год       | Победы         | Ничьи          | Поражения      | Место          |
| --------- | -------------- | -------------- | -------------- | -------------- |
| 2010      | 0              | 0              | 3              | 7              |
| 2011      | 2              | 0              | 4              | 7              |
| 2012      | не участвовали | не участвовали | не участвовали | не участвовали |
| 2013      | 2              | 0              | 2              | 5              |
| 2014      | 0              | 0              | 4              | 9              |
| 2016—2020 | не участвовали | не участвовали | не участвовали | не участвовали |